# Wedekind-Preis für deutsche Geschichte
Der Wedekind-Preis für deutsche Geschichte der Akademie der Wissenschaften zu Göttingen wird seit 2009 in unregelmäßigen Abständen für herausragende Arbeiten zur deutschen Geschichte in den letzten 10 Jahren verliehen (Mittelalterliche oder neuere deutsche Geschichte). Besonders berücksichtigt werden auf Synthese zielende und dem Verständnis des historischen Wandels in seiner ganzen Breite gewidmete Darstellungen und hervorragende geschichtswissenschaftliche Editionen. Deutsche Geschichte wird dabei breit aufgefasst (deutschsprachiger Raum und internationale Bezüge). Er ist mit 5000 Euro dotiert.
Er ist seit 2009 nach Anton Christian Wedekind benannt, der 1819 die Summe von 8000 Goldtalern für einen solchen Preis stiftete. Vor 2009 hieß er Akademie-Preis für Geschichte.

## Preisträger
- 1984 Gerhard Streich, Göttingen, für Burg und Kirche während des deutschen Mittelalters.
- 1994 Hans-Christof Kraus, München, für Ernst Ludwig von Gerlach – Politisches Denken und Handeln eines preußischen Altkonservativen.
- 2009 Horst Walter Blanke, Bielefeld, für seine Edition und Bibliographie zu Droysens „Historik“.
- 2010 Folker Reichert für Gelehrtes Leben. Karl Hampe, das Mittelalter und die Geschichte des Deutschen.
- 2011 Svenja Goltermann für Die Gesellschaft der Überlebenden. Deutsche Kriegsheimkehrer und ihre Gewalterfahrungen im Zweiten Weltkrieg.
- 2017 Theo Kölzer für Die Urkunden der Karolinger. Die Urkunden Ludwigs des Frommen.